# Élection présidentielle américaine de 1988
L'élection présidentielle américaine de 1988 est la cinquante-et-unième élection présidentielle depuis l'adoption de la Constitution américaine en 1787. Elle se déroule le mardi 8 novembre 1988.
Le taux de participation fut le plus faible de l'histoire récente et le plus faible depuis l'élection présidentielle de 1924. George H. W. Bush devient le premier vice-président sortant à être élu depuis Martin Van Buren lors de l'élection présidentielle de 1836. Malgré la victoire de Bush, le Parti démocrate renforce son contrôle sur le Congrès.

## Conditions d'éligibilité
Ne peuvent se présenter, selon l'article II section première de la Constitution, que les citoyens américains :
- Américains de naissance ;
- âgés d'au moins 35 ans ;
- ayant résidé aux États-Unis depuis au moins 14 ans.

Depuis l'adoption du XXIIe amendement en 1947 par le Congrès et sa ratification en 1951, les anciens présidents qui ont déjà été élus deux fois ne sont plus éligibles.
Les présidents Gerald Ford et Jimmy Carter, qui n'ont effectué qu'un seul mandat (non complet pour Ford), étaient donc éligibles pour se présenter, mais renoncèrent à cette possibilité. Ronald Reagan, ayant été élu à deux reprises, n'était quant à lui pas éligible pour se présenter,. 
Pour la première fois depuis l'élection présidentielle de 1968, le président sortant n'était pas candidat à sa succession.

## Contexte
Lors des élections de mi-mandat en novembre 1986, le Parti démocrate reprend le contrôle du Sénat et devient majoritaire dans les deux chambres du Congrès. La révélation de l'affaire Iran-Contra joua un grand rôle dans la défaite républicaine, et rejaillit sur Ronald Reagan qui connaît une érosion de sa popularité.

## Nominations

### Parti démocrate

#### Ticket
| Ticket démocrate de 1988                                        |                                            |
| Michael Dukakis                                                 | Lloyd Bentsen                              |
| Candidat à la présidence                                        | Candidat à la vice-présidence              |
|                                                                 |                                            |
| 65e et 67e Gouverneur du Massachusetts (1975-1979 et 1983-1991) | Sénateur fédéral pour le Texas (1971-1993) |
| Campagne                                                        |                                            |
|                                                                 |                                            |

#### Candidats à la nomination
| Les candidats sont classés en fonction de leur progression durant les primaires et jusqu'à la convention du parti |                                                                                               |                                                                                        |                                                                                                  |
| Jesse Jackson | Al Gore                                                                                       | Paul Simon                                                                             | Dick Gephardt                                                                                    |
| |                                                                                               |                                                                                        |                                                                                                  |
| Pasteur baptiste et militant pour les droits civiques (Caroline du Sud)                                           | Sénateur fédéral pour le Tennessee (1985-1993)                                                | Sénateur fédéral pour l'Illinois (1985-1997)                                           | Représentant fédéral pour le Missouri (1977-2005)                                                |
| |                                                                                               |                                                                                        |                                                                                                  |
| Campagne | Campagne                                                                                      |                                                                                        |                                                                                                  |
| Éliminé à la convention du parti (20 juillet 1988)                                                                | Suspend sa campagne (21 avril 1988) Apporte son soutien à Michael Dukakis (16 juin 1988)      | Suspend sa campagne (7 avril 1988) Apporte son soutien à Michael Dukakis (8 juin 1988) | Se retire des primaires (28 mars 1988) Apporte son soutien à Michael Dukakis (8 juin 1988)       |
| 13 primaires remportées 6 788 991 voix 1 023 délégués                                                             | 7 primaires remportées 3 185 806 voix 374 délégués                                            | 1 primaire remportée 1 082 960 voix 161 délégués                                       | 3 primaires remportées 1 399 041 voix 137 délégués                                               |
| Gary Hart | Bruce Babbitt                                                                                 | Patricia Schroeder                                                                     | Joe Biden                                                                                        |
| |                                                                                               |                                                                                        |                                                                                                  |
| Ancien sénateur fédéral pour le Colorado (1975-1987)                                                              | Ancien gouverneur de l'Arizona (1978-1987)                                                    | Représentante fédérale pour le Colorado (1973-1997)                                    | Sénateur fédéral pour le Delaware (1973-2009)                                                    |
| |                                                                                               |                                                                                        |                                                                                                  |
| |                                                                                               |                                                                                        | Campagne                                                                                         |
| Se retire des primaires (11 mars 1988)                                                                            | Se retire des primaires (18 février 1988) Apporte son soutien à Michael Dukakis (8 juin 1988) | Se retire des primaires (28 septembre 1987)                                            | Se retire des primaires (23 septembre 1987) Apporte son soutien à Michael Dukakis (22 juin 1988) |
| 415 716 voix | 77 780 voix                                                                                   |                                                                                        |                                                                                                  |

#### Personnalités ayant renoncé à se présenter aux primaires
- Jimmy Carter[10], ancien président des États-Unis (1977-1981) et candidat démocrate à la présidence en 1976 et en 1980
- Mario Cuomo[11], gouverneur de l'État de New York depuis 1983
- Edward Moore Kennedy (dit Ted)[12], frère de John Fitzgerald Kennedy et de Robert Francis Kennedy, sénateur fédéral du Massachusetts depuis 1969 et candidat à la nomination démocrate en 1980
- Walter Mondale, ancien vice-président des États-Unis (1977-1981) et candidat démocrate à la présidence en 1984

### Parti républicain

#### Ticket
| Ticket républicain de 1988                    |                                             |
| George H. W. Bush                             | Dan Quayle                                  |
| Candidat à la présidence                      | Candidat à la vice-présidence               |
|                                               |                                             |
| 43e Vice-président des États-Unis (1981-1989) | Sénateur fédéral pour l'Indiana (1981-1989) |
| Campagne                                      |                                             |
|                                               |                                             |

#### Candidats à la nomination
| Les candidats sont classés en fonction de leur progression durant les primaires et jusqu'à la convention du parti |                                                                                             |                                                          |                                           |
| Bob Dole | Pat Robertson                                                                               | Jack Kemp                                                | Pierre du Pont IV                         |
| |                                                                                             |                                                          |                                           |
| Sénateur fédéral pour le Kansas (1969-1996)                                                                       | Télévangéliste (Virginie)                                                                   | Représentant fédéral pour l'État de New York (1971-1989) | Ancien gouverneur du Delaware (1977-1985) |
| |                                                                                             |                                                          |                                           |
| Campagne | Campagne                                                                                    |                                                          |                                           |
| Se retire des primaires (29 mars 1988) Apporte son soutien à George H. W. Bush (29 mars 1988)                     | Se retire des primaires (16 mai 1988) Apporte son soutien à George H. W. Bush (16 mai 1988) | Suspend sa campagne (11 mars 1988)                       | Se retire des primaires (18 février 1988) |
| 5 primaires remportées 2 333 375 voix 463 délégués                                                                | 4 primaires remportées 1 097 046 voix 207 délégués                                          | 331 333 voix 101 délégués                                | 49 783 voix                               |
| Alexander Haig | Harold Stassen                                                                              | Paul Laxalt                                              |                                           |
| |                                                                                             |                                                          |                                           |
| Ancien secrétaire d'État des États-Unis (1981-1982)                                                               | Ancien gouverneur du Minnesota (1939-1943)                                                  | Ancien sénateur fédéral pour le Nevada (1974-1987)       |                                           |
| |                                                                                             |                                                          |                                           |
| Campagne |                                                                                             |                                                          |                                           |
| Se retire des primaires, (12 février 1988) Apporte son soutien à Bob Dole, (12 février 1988)                      |                                                                                             | Se retire des primaires (26 août 1987)                   |                                           |
| 26 619 voix | 2 682 voix                                                                                  |                                                          |                                           |

#### Personnalités ayant renoncé à se présenter aux primaires
- Gerald Ford, ancien président des États-Unis (1974-1977) et candidat à la présidence en 1976
- Donald Trump, homme d'affaires et promoteur immobilier[17] (État de New York)

### Parti libertarien

#### Ticket
| Ticket libertarien de 1988                     |                                             |
| Ron Paul                                       | Andre Marrou (en)                           |
| Candidat à la présidence                       | Candidat à la vice-présidence               |
|                                                |                                             |
| Représentant fédéral pour le Texas (1979-1985) | Ancien représentant de l'Alaska (1985-1987) |
| Campagne                                       |                                             |
|                                                |                                             |

#### Candidats à la nomination
- Russell Means, activiste amérindien
- James A. Lewis (en), candidat libertarien à la vice-présidence en 1984

## Campagne

Carte du Super Tuesday.

En janvier 1987, le Time Magazine publie un article dans lequel il pose la question de savoir « Quel est le vrai George Bush ? ». En mars, Jimmy Carter prédit que le vice-président sortant sera le futur candidat républicain à la présidence et annonce qu'il renonce à se représenter.

Le premier évènement important de la campagne arrive assez vite. Le 28 avril 1987, le Miami Herald révèle que l'ancien sénateur du Colorado Gary Hart aurait une liaison extraconjugale,. Dans un premier temps, Hart nie les faits, notamment lorsqu'un journaliste du Washington Post lui demande s'il a déjà commis un adultère. Après avoir tenté de résister aux diverses pressions, il se retire deux semaines plus tard,. Ce fut le premier évènement d'une longue série de révélations et d'attaques en séries contre des candidats. Hart était pourtant le candidat le plus crédible pour le Parti démocrate après le refus du gouverneur de l'État de New York Mario Cuomo de concourir aux primaires. Commentant le retrait de Hart, le journal Le Monde écrivit la chose suivante : 
«  La seconde course à la présidence de M. Gary Hart aura duré ce que durent les roses. A peine lancée, elle vient d'être stoppée net, plongeant d'un coup le Parti démocrate dans la confusion. Et quelle est la cause de ce désastre politique? Quelle est la grave affaire qui a soudain pris le pas dans les bulletins d'information de la télévision et les éditoriaux de la presse la plus sérieuse sur le scandale de l'« Irangate » ou la menace commerciale japonaise? Le candidat à la candidature présidentielle Gary Hart a commis l'imprudence d'inviter sous son toit, à l'heure où les enfants dorment sagement dans leur lit, une ancienne reine de beauté de Caroline du Sud dont le charme et peut-être le talent lui avaient valu des seconds rôles dans des séries comme Miami Vice.  »
 L'affaire créé des remous jusqu'au sein des rédactions, mais la pratique finit par se répandre,.
Le 9 juin 1987, un des figures montantes du Parti démocrate, le sénateur du Delaware Joe Biden, annonce sa candidature aux primaires du parti.
Le 26 août 1987, le sénateur du Nevada Paul Laxalt se retire des primaires du Parti républicain, presque quatre mois après l'annonce de sa pré-candidature, son comité exploratoire ne parvenant pas à récolter suffisamment de fonds pour mener campagne. À ce moment-là, le vice-président sortant George H. W. Bush et ses équipes avaient déjà récolté 11 millions de dollars. George H. W. Bush déclare officiellement sa candidature le 12 octobre suivant. Onze jours plus tôt, le pasteur télévangéliste Pat Robertson entre officiellement en campagne,,. Entre-temps, le sénateur du Delaware Joe Biden se retire des primaires du Parti démocrate, miné par des accusations de plagiat et diverses gaffes,,,. En octobre, un sondage commandé par CBS News et The New York Times indique que les candidats favoris des primaires sont George H. W. Bush et Bob Dole pour le Parti républicain et Michael Dukakis et Paul Simon pour le Parti démocrate. En décembre, Gary Hart revient dans la course aux primaires du Parti démocrate. Mais sa campagne patine, victime des révélations du Miami Herald.
Le premier évènement marquant de la campagne est la défaite surprise de George H. W. Bush lors du caucus de l'Iowa, où il termina seulement troisième derrière Bob Dole et Pat Robertson,.
Le 12 février 1988, l'ancien secrétaire d'État de Ronald Reagan et ancien commandant suprême de l'OTAN Alexander Haig se retire des primaires du Parti républicain avant la tenue de la primaire du New Hampshire, apportant son soutien au sénateur du Kansas Bob Dole,. Il faut dire que les sondages pour la primaire du New Hampshire lui étaient très défavorables, avec à peine 1 % des sondés se déclarant en sa faveur (sondage pour CBS News réalisé auprès de 499 personnes). Malgré son retrait, des bulletins de votes à son nom furent imprimés pour 16 primaires où la date limite pour retirer sa candidature était dépassée. Trois semaines plus tard, George H. W. Bush triomphe lors du Super Tuesday en remportant la quasi-totalité des primaires du jour (sauf celle de l'État de Washington). Malgré son échec lors du caucus de l'Iowa, le vice-président sortant parvient à survoler la campagne des primaires, bien aidé par le bon bilan de l'administration Reagan auquel il contribua, notamment en politique étrangère,,. Jamais le Parti démocrate ne fut en mesure d'exploiter les échecs de l'administration, notamment la gestion des rapports avec le Panama de Manuel Noriega, l'intervention américaine durant la Guerre du Liban ou les aides militaires consenties au Nicaragua. De manière surprenante, le protectionnisme émergea comme un thème majeur de la campagne, porté notamment par le représentant démocrate du Missouri Dick Gephardt.
Le 29 mars, Bob Dole se retire des primaires du Parti républicain et apporte son soutien à George H. W. Bush.
En juin, un sondage indique que les Américains craignent davantage la concurrence économique du Japon que la concurrence militaire de l'Union soviétique.
Lloyd Bentsen fut le troisième candidat démocrate à la  vice-présidence originaire du Texas depuis l'élection présidentielle de 1932. Après la Convention nationale du Parti démocrate (en), Michael Dukakis avait 17 points d'avance sur George H. W. Bush d'après l'institut Gallup,. Au même moment, 60 % des Américains pensaient que le pays allait dans la « mauvaise direction ». Dukakis souffrait cependant d'un déficit d'image. 28 % des électeurs le considérait comme « libéral » tandis que 25 % des électeurs démocrates du Sud le considérait comme « conservateur ». Alors que son programme économique était ambitieux, les difficultés économiques et les hausses d'impôts qu'il a consenti comme gouverneur du Massachusetts sont venues s'immiscer dans la campagne,. En plus de cela, il déclare que l'élection se jouera non pas sur l'idéologie mais les compétences propres de chaque candidat. Il fut aussi handicapé par le fait que Lloyd Bentsen concourait également pour conserver son siège de sénateur. Son choix de colistier lui aliéna également le soutien d'une partie des partisans de Jesse Jackson. À la surprise générale, George H. W. Bush ne choisit pas Jack Kemp, une personnalité pourtant appréciée au sein du parti comme colistier, mais Dan Quayle, jeune sénateur inexpérimenté de l'Indiana,.
À partir du mois d'août, la campagne devint extrêmement agressive. Le magazine Time fit justement remarquer que Dukakis voulait adoucir son programme pour masquer le libéralisme du Parti démocrate, tandis que George H. W. Bush voulait cacher ses défauts de conception de programme,. En septembre, 45 % des Américains considéraient toujours que le pays allait dans la « mauvaise direction ». Paradoxalement, un autre sondage publié un mois plus tôt indiquait que 69 % des Américains estimaient connaître une meilleure situation personnelle qu'en 1980. Cependant, George H. W. Bush devançait largement Michael Dukakis dans les sondages,. 
George H. W. Bush a fait principalement campagne sur les impôts, la défense et la criminalité. Il a notamment réussi à mettre en avant les lacunes de son adversaire en matière de politique de défense.
Un sondage publié par NBC News et le Wall Street Journal quelques jours avant le vote montrait que 62 % des électeurs désapprouvaient les méthodes utilisées pendant la campagne pour dénigrer certains candidats.

## Débats

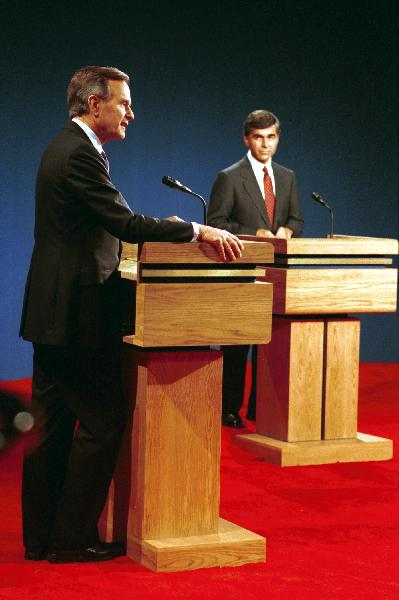
Second débat entre George H. W. Bush et Michael Dukakis à l'Université de Californie à Los Angeles, le 13 octobre 1988.

Lors du second débat, Michael Dukakis ne parvient pas à se défaire de son image d'homme froid et distant. Sa réponse sur une question concernant la peine de mort en prenant l'exemple du meurtre de son épouse ne lui a pas permis d'attendrir le public, au contraire de son adversaire,.
De son côté, Lloyd Bensten remporte le débat face à Dan Quayle, qui effectue plusieurs gaffes notamment en tentant de se comparer à l'ancien président John Fitzgerald Kennedy.

## Résultats
| Inscrits                 | Inscrits                 | Inscrits                 | 182 620 197 |             |  |  |
| Abstentions              | Abstentions              | Abstentions              | 91 017 906  | 49,84 %     |  |  |
| Votants                  | Votants                  | Votants                  | 91 602 291  | 50,16 %     |  |  |
|                          |                          |                          |             |             |  |  |
| Bulletins enregistrés    | Bulletins enregistrés    | Bulletins enregistrés    | 91 602 291  |             |  |  |
| Bulletins blancs ou nuls | Bulletins blancs ou nuls | Bulletins blancs ou nuls | 7 605       | 0,01 %      |  |  |
| Suffrages exprimés       | Suffrages exprimés       | Suffrages exprimés       | 91 594 686  | 99,99 %     |  |  |
|                          |                          |                          |             |             |  |  |
|                          | Candidat                 | Parti                    | Suffrages   | Pourcentage |  |  |
|                          | George H. W. Bush        | Parti républicain        | 48 886 597  | 53,37 %     |  |  |
|                          | Michael Dukakis          | Parti démocrate          | 41 809 476  | 45,65 %     |  |  |
|                          | Ron Paul                 | Parti libertarien        | 431 750     | 0,47 %      |  |  |
|                          | Autres candidats         | Divers                   | 466 863     | 0,51 %      |  |  |

| Inscrits                 | Inscrits                 | Inscrits                 | 538       |             |  |  |
| Abstentions              | Abstentions              | Abstentions              | 0         | 0 %         |  |  |
| Votants                  | Votants                  | Votants                  | 538       | 100 %       |  |  |
|                          |                          |                          |           |             |  |  |
| Bulletins enregistrés    | Bulletins enregistrés    | Bulletins enregistrés    | 538       |             |  |  |
| Bulletins blancs ou nuls | Bulletins blancs ou nuls | Bulletins blancs ou nuls | 0         | 0 %         |  |  |
| Suffrages exprimés       | Suffrages exprimés       | Suffrages exprimés       | 538       | 100 %       |  |  |
|                          |                          |                          |           |             |  |  |
|                          | Candidat                 | Parti                    | Suffrages | Pourcentage |  |  |
|                          | George H. W. Bush        | Parti républicain        | 426       | 79,18 %     |  |  |
|                          | Michael Dukakis          | Parti démocrate          | 111       | 20,63 %     |  |  |
|                          | Lloyd Bentsen            | Parti démocrate          | 1         | 0,19 %      |  |  |

## Analyse
Par rapport à l'élection précédente, le Parti républicain a perdu près de 6 millions d'électeurs tandis que le Parti démocrate en a gagné près de 4 millions. Une partie des Reagan Democrats se retourna sur Michael Dukakis. Le politologue Kevin Phillips (en) écrivait à ce propos après la réélection de Reagan que l'électorat républicain était « trop disparate ». George H. W. Bush fut le dernier président élu avec la majorité absolue des suffrages du vote populaire jusqu'à l'élection présidentielle de 2004.
Certains analystes considèrent que la victoire de George H. W. Bush s'est jouée très tôt, grâce au bon état de santé de l'économie américaine et à la popularité de Ronald Reagan. D'ailleurs, un sondage commandé par le Los Angeles Times à la sortie des urnes indique que 60 % des Américains sont satisfaits de la présidence de Ronald Reagan. De même, 68 % des Américains estimaient en septembre 1988 que l'économie américaine se portait bien (sondage pour CBS News et The New York Times). D'autres considèrent en revanche que Michael Dukakis a perdu à cause des messages de campagne, notamment la photo désastreuse sur un char M1 Abrams et son positionnement en faveur de l'abolition de la peine de mort.
Comme tous les présidents élus issus du Parti républicain depuis le début du XXe siècle, George H. W. Bush l'a emporté en Californie, dans l'Illinois et dans l'Ohio. De même, comme à quasiment chaque élection depuis l'élection présidentielle de 1904 (sauf en 1956), le vainqueur a gagné dans le Missouri,. Parmi les sept swing states identifiés (Californie, Illinois, Michigan, New Jersey, Ohio, Pennsylvanie, Texas), aucun n'a voté majoritairement pour Michael Dukakis. 23 États ont voté majoritairement pour le candidat issu du Parti républicain pour la sixième fois consécutive depuis l'élection présidentielle de 1968, George H. W. Bush l'emportant dans 40 États,,. Michael Dukakis fut le premier candidat issu du Parti démocrate à l'emporter dans des États de l'Ouest depuis Hubert Humphrey lors de l'élection présidentielle de 1968. D'ailleurs, depuis cette élection, qualifiée de « Réalignement politique (en) », le Parti républicain l'a emporté cinq fois sur six (sauf en 1976),. Pire, sur les quarante dernières années, le Parti démocrate n'a dépassé les 50,1 % qu'une seule fois, lors de l'élection présidentielle de 1964.
En même temps, 98 % des élus de la Chambre des représentants furent réélus, tandis que le Parti démocrate renforça son contrôle sur le Congrès,.